# لجنة البرلمان الأوروبي للشؤون القانونية
لجنة الشؤون القانونية (بالإنجليزية: Committee on Legal Affairs)‏ المعروفة اختصاراً بـ JURI هي إحدى لجان البرلمان الأوروبي، يرأسها حالياً إيلخان كيوشوك ‏.

## المسؤوليات
إن المسؤولية الرئيسية للجنة هي تفسير وتطبيق القانون الدولي والأوروبي وامتثال قوانين الاتحاد مع معاهداته. وهي مسؤولة أيضًا عن التشريع في مجالات القانون المدني والقانون التجاري والملكية الفكرية وقانون الإجراءات. كما أن اللجنة مسؤولة عن الأمور المتعلقة الحصانة السياسية لأعضاء البرلمان الأوروبي وموظفي الاتحاد الأوروبي.

### جلسات الاستماع الأولية للمرشحين للتعيين في المفوضية الأوروبية
وتقوم اللجنة بفحص إعلان المصالح المالية للمرشحين للتعيين في المفوضية الأوروبية والإعلانات المتعلقة بتضارب المصالح. يجوز للجنة أن تعلن أن المرشح غير قادر على أداء واجباته كمفوض إذا لم يتم توضيح المخاوف المستقبلية. في سبتمبر 2019، رفضت اللجنة اثنين من المرشحين لمفوضية فون دير لاين الأولى.
لا ينبغي الخلط بين هذا التدقيق والجلسات اللاحقة التي تتناول ملفات المرشحين لعضوية المفوضية الأوروبية.